# Gran Premi de Bèlgica del 1956
Resultats del Gran Premi de Bèlgica de Fórmula 1 disputat la temporada 1956 al circuit de Spa Francorchamps el 3 de juny del 1956.

## Resultats
| Pos | No | Pilot                          | Equip            | Voltes | Temps/ Retirada          | Pos. de sortida | Punts |
| --- | -- | ------------------------------ | ---------------- | ------ | ------------------------ | --------------- | ----- |
| 1   | 8  | Peter Collins                  | Ferrari          | 36     | 2h 40' 00. 3             | 3               | 8     |
| 2   | 6  | Paul Frere                     | Ferrari          | 36     | + 1' 51. 3 min.          | 8               | 6     |
| 3   | 34 | Cesare Perdisa · Stirling Moss | Maserati         | 36     | + 3' 16. 6 min.          | 9               | 2 3   |
| 4   | 10 | Harry Schell                   | Vanwall          | 35     | + 1 Volta                | 6               | 3     |
| 5   | 22 | Luigi Villoresi                | Maserati         | 34     | + 2 Voltes               | 11              | 2     |
| 6   | 20 | André Pilette                  | Ferrari          | 33     | + 3 Voltes               | 16              |       |
| 7   | 32 | Jean Behra                     | Maserati         | 33     | + 3 Voltes               | 4               |       |
| 8   | 24 | Louis Rosier                   | Maserati         | 33     | + 3 Voltes               | 10              |       |
| Ret | 2  | Juan Manuel Fangio             | Ferrari          | 23     | Transmissió              | 1               |       |
| Ret | 12 | Maurice Trintignant            | Vanwall          | 11     | Prob. amb el combustible | 7               |       |
| Ret | 30 | Stirling Moss                  | Maserati         | 10     | Rodes                    | 2               |       |
| Ret | 4  | Eugenio Castellotti            | Ferrari          | 10     | Transmissió              | 5               |       |
| Ret | 28 | Piero Scotti                   | Connaught - Alta | 10     | Motor                    | 12              |       |
| Ret | 26 | Horace Gould                   | Maserati         | 2      | Caixa canvi              | 15              |       |
| Ret | 36 | Paco Godia                     | Maserati         | 0      | Accident                 | 13              |       |

## Altres
- Pole: Juan Manuel Fangio 4' 09. 8

- Volta ràpida: Stirling Moss 4' 14. 7 (a la volta 30)